# Robledillo de Mohernando
Robledillo de Mohernando es un municipio y localidad española de la provincia de Guadalajara, en la comunidad autónoma de Castilla-La Mancha. El término municipal tiene una población de 183 habitantes (INE 2024).

## Símbolos
El blasón del escudo heráldico que representa al municipio fue aprobado el 10 de marzo de 1995 y su descripción es la siguiente: 

Escudo de Plata, un roble verde terrazado de lo mismo y dos lobos de sable empinados al tronco. Va timbrado con la corona real española.
Diario Oficial de Castilla-La Mancha nº 13 de 24 de marzo de 1995

## Geografía
La localidad se encuentra situada a una altitud de 896 m sobre el nivel del mar.
| Noroeste: Malaguilla y Matarrubia        | Norte: Puebla de Beleña | Noreste: Cogolludo  |
| Oeste: Malaguilla                        |                         | Este: Humanes       |
| Suroeste: Malaguilla y Málaga del Fresno | Sur: Málaga del Fresno  | Sureste: Mohernando |

El término municipal incluye una pequeña urbanización cerca de Humanes, a escasos 6 km del núcleo urbano, llamada urbanización el Molino o del Retamar, por la que pasa un río y que cuenta con una población estimada de más de 30 personas.

## Historia
A mediados del siglo XIX, el lugar tenía contabilizada una población de 490 habitantes. Aparece descrito en el decimotercer volumen del Diccionario geográfico-estadístico-histórico de España y sus posesiones de Ultramar de Pascual Madoz de la siguiente manera:

ROBLEDILLO DE MOHERNANDO: l. con ayunt. en la prov. de Guadalajara (3 leg.), part. jud. del Tamajon (3), aud. terr. de Madrid (14), c. g. de Castilla la Nueva, dióc. de Toledo (26): sit. en un pequeño cerro, con buena ventilacion y clima frio, las enfermedades mas comunes, son fiebres intermitentes y dolores de costado: tiene 112 casas, la consistorial; escuela de instruccion primaria frecuntada por 43 alumnos, dotada con 1,100 rs.; una igl. parr. (La Asuncion de Ntra. Sra), servida por un cura y un sacristan; un cementerio sit. en posicion que no ofende á la salubridad pública: térm. cofina con los de Beleña, Humanes, Mohernando, y Malaguilla, dentro de él se encuentran una fuente de buen agua, y las ermitas de la Soledad, Ntra. Sra. de Val del Agua y Sta. Ana: el terreno que participa de quebrado y llano, es de regular calidad; comprende dos montes poblados, el uno de chaparro, jara y aliagas, y el otro de roble y jara; hay un soto con arbolado y una dehesa de pasto: bañan el térm. el r. Sorbe y un arroyo grande: caminos, los que dirigen á los pueblos limítrofes, en mal estado: correo: se recibe y despacha de la cap. de prov. prod.: trigo, centeno, cebada, vino, legumbres, leñas de combustible y buenos pastos con los que se mantiene ganado lanar, cabrio y vacuno; hay caza de liebres, conejos y perdices; pesca de barbos, truchas y anguilas: ind.: la agrícola y un molino harinero: pobl.: 100 vec. 490 almas. cap. prod.: 2.420,000 rs. imp.: 145,200. contr.: 8,808.
(Madoz, 1849, p. 523)

## Demografía
Robledillo de Mohernando cuenta con una población de 183 habitantes (INE 2024).
| Gráfica de evolución demográfica de Robledillo de Mohernando entre 1842 y 2021                                      |
| |
| Población de derecho según los censos de población del INE Población de hecho según los censos de población del INE |

| Nacionalidad | Hombres | Mujeres | Total | %      | Proporción |
| ------------ | ------- | ------- | ----- | ------ | ---------- |
| Española     | 56      | 44      | 100   | 67.5 % |            |
| Extranjera   | 31      | 17      | 48    | 32.4 % |            |

## Fiestas

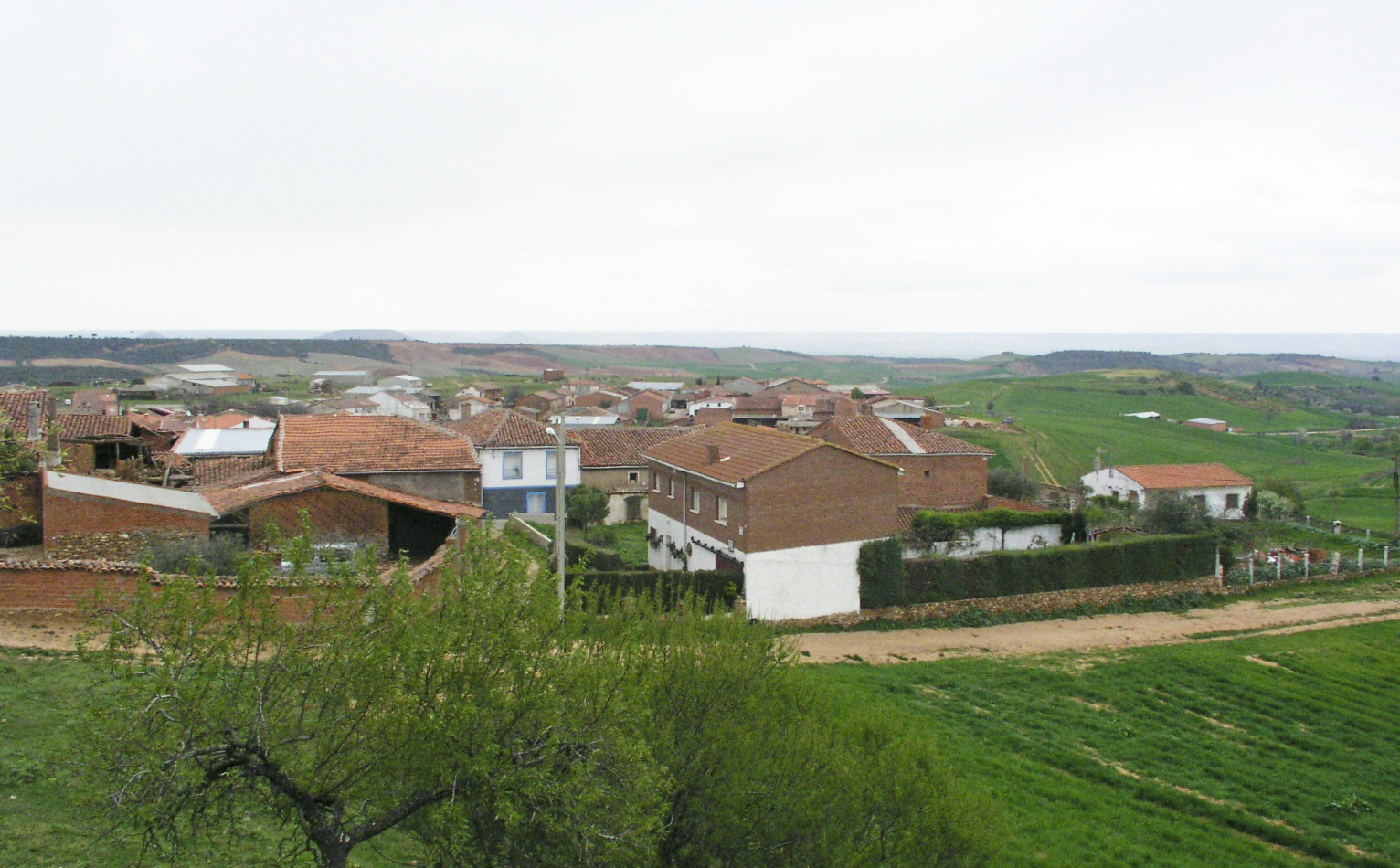
Vista parcial de la localidad

Es habitual que las fiestas de Robledillo se celebren la última semana del mes de julio, contando con actividades para los más pequeños que cuentan con: Castillos hinchables, juegos de mesa, juegos acuáticos... También se suelen realizar torneos relacionados con diferentes juegos de cartas o de lógica. A esto se suman los típicos festejos taurinos que suelen contar con suelta de vacas y toros y por las noches, actuaciones musicales de diferentes grupos y orquestas.
A 3 km del pueblo se encuentra la ermita de la Virgen de Valdelagua, lugar desde donde en la festividad de San Marcos en abril y en la festividad de San Isidro en mayo se celebran dos fiestas en su honor trasladándola al pueblo y a su ermita, respectivamente. 
La botarga, que se celebra a últimos del mes de enero, es otra festividad con gran tradición, que se celebra desde hace décadas y que es típica en múltiples lugares de toda Castilla-La Mancha con sus respectivas peculiaridades, lo mozos del pueblo se visten con las ropas tradicionales y recorren todo el pueblo realizando una serie de danzas típicas.

## Lugares de interés
La localidad cuenta con diversos lugares de interés turístico, a saber:
- La antigua fuente, conocida popularmente como la "Fuente Vieja" que alberga dos pilones de gran tamaño y una salida de agua pura de manantial que cuenta a su lado con una antigua inscripción en latín cuyo mensaje se desconoce en la actualidad ya que cuenta con algunas partes ilegibles. La estructura externa se reformó otorgando al monumento un aspecto más bello y moderno aunque sin el encanto que tenía en antaño.
- La zona polideportiva, que cuenta con: Una plaza de toros de más de 20 años de antigüedad, un frontón de tres paredes gracias al nivel profesional del equipo de frontón del pueblo y una pista de bolos de arena.
- La plaza del pueblo, cuenta con dos fuentes en el centro sobre una base circular de reciente construcción y decorada con vegetación alrededor y una fuente en el centro con múltiples faroles que iluminan el corazón del pueblo. En este mismo lugar, años atrás, se situaba el pilón emblemático de la localidad, que fue destruido para dar lugar a la nueva estructura.
- La báscula y el parque, zonas de gran concurrencia pública, tanto por los niños que visitan el parque que cuenta con numerosos elementos para su divertimento, como la báscula, que se utiliza sobre todo en las épocas de verano por los agricultores.
- La ermita, el cementerio y la iglesia, salvo la última, en una de las entradas del pueblo, son lugares de referencia religiosa para el pueblo, destacando el cementerio por su gran antigüedad y la ermita por su bello portal y acogedor tamaño. La iglesia se encuentra en la zona más alta del pueblo, es una iglesia de gran tamaño que cuenta con un campanario que se sigue utilizando para la llamada a los fieles o en situaciones de emergencia y además, el interior de la iglesia, cuenta con dos niveles para poder acoger a una gran cantidad de fieles.

## Personas notables
- Sinforiano García Sanz (1911-1995). Escritor e investigador de la etnografía y de las tradiciones arriacenses.[7]
- José Bernardo Sánchez (1778-1830). Misionero franciscano en California.